# Morfosintaxi
La morfosintaxi és la part de la gramàtica d'una llengua que estudia els mecanismes de formació de mots i frases. Antigament, hom distingia entre la morfologia (que estudia la formació de mots o paraules) i la sintaxi (que estudia la formació de frases). Tanmateix, aquestes dues matèries estan tan interrelacionades que la lingüística moderna considera que cal estudiar-les conjuntament en una única disciplina: la morfosintaxi.

## Morfologia[2]

### Morfologia nominal

#### Nom
El nom és una categoria variable, presenta gènere i nombre. Designa persones, animals, objectes, idees i pensaments.: home, gat, casa, bellesa... Pot fer les següents funcions sintàctiques. subjecte, predicat nominal, complements directe, indirecte i preposicional.

#### Adjectiu
L'adjectiu és una categoria variable. Adquireix el gènere i el nombre per concordança amb el nom. Sol tenir una forma diferent per al masculí i per al femení (adjectius variables o de dues terminacions: sofà còmode, cadira còmoda) però n'hi ha que tenen una sola forma per al masculí i el femení (adjectius invariables o d'una terminació: poble lliure, dona lliure)
L'adjectiu complementa el nom tot dient-ne una qualitat. Les seves funcions sintàctiques bàsiques són : complement del nom, predicat nominal i complement predicatiu.

#### Determinants
El determinant és una categoria variable que acompanya el nom i el determina. Se'n poden distingir tres tipus:
Articles: indiquen el gènere i el nombre del nom: el senyor, una senyora... També poden acompanyar un adjectiu, un pronom, un verb en infinitiu, un adverbi, etc.el groc, el jo, un menjar, un no...
En català en tenim tres tipus;
- Definits: fan referència a un nom conegut: el cotxe, la moto
- Indefinits: fan referència a un nom no conegut: un sobre, una llibreta
- Personals: acompanyen els noms propis de persona: en Joan, na Maria
Demostratius: indiquen la proximitat o llunyania del nom respecte a la persona que parla en l'espai i en el temps. Aquest llibre, aquella tarda...
Possessius: indiquen la possessió o pertinença del nom: el meu pare, ma germana, llurs fills...
Es divideixen en dos grups:
- Possessius tònics: el meu rellotge, la seva jaqueta, els vostres interessos... Poden anar ocasionalment al darrere del nom: casa nostra
- Possessius àtons: S'utilitzen davant de noms que indiquen parentiu: mon avi, ma mare.

#### Quantificadors
Categoria variable.
Ofici: Igual que els determinants precisen la significació del nom
N'hi ha tres tipus:
Quantitatius: Indiquen una quantitat no exacta. Molts quadres, força problemes... N'hi ha de variables: poques coses i d'invariables: massa feina
Indefinits: Determinen el nom d'una forma vaga i imprecisa: Algun dia, qualsevol país.
Numerals: indiquen una quantitat exacta: Els podem dividir en:
Cardinals: indiquen la quantitat: dues pomes, cinquanta-tres llapis
Ordinals: indiquen l'ordre: primera filera, quart pis.
Partitius: indiquen una quantitat per sota de la unitat: mitja taronja.
Multiplicatius: expressen una multiplicitat; el doble de paper

#### Pronoms
Categoria variable
Ofici: substitueixen el nom. Com a substituts del nom poden realitzar les mateixes funcions sintàctiques que ell.
Distingim entre els pronoms personals, determinatius, relatius i interrogatius.
Pronoms personals: Se subdivideixen en forts o tònics i febles o àtons. Els forts o tònics es corresponen amb les persones gramaticals: jo, tu, ell/a... Els febles o àtons són unes partícules inaccentuades que es pronuncien juntament amb el verb formant una unitat prosòdica. em llevo, es diu
Pronoms determinatius (demostratius, numerals, quantitatius i indefinits) Els hem vist anteriorment en els determinants i quantificadors.
Pronoms relatius: Equivalen a un nom de l'oració principal esmentat anteriorment i que s'anomena antecedent: La casa que m'agrada... El pronom relatiu que està substituint al nom casa de l'oració principal. Són cinc, quatre d'invariables (que, què, on, qui) i un de variable ( el qual, la qual…)
Pronoms interrogatius: serveixen per preguntar directament o indirectament. També s'utilitzen en frases exclamatives i interrogatives: quin dia, quanta gent

### Morfologia verbal

#### El verb
Ofici: Expressa acció, estat, existència, És el nucli del predicat. Està format per dos components: l'arrel, part invariable que aporta el significat i la terminació que integra al seu torn diverses categories flexives relacionades amb la persona, el nombre, el temps i el mode.
Els verbs catalans es divideixen en tres conjugacions:
1a conjugació integrada pels verbs l'infinitiu dels quals acaba en - ar: cantar, estudiar
2a conjugació: integrada pels verbs l'infinitiu dels quals acaba en - er o -re: témer, prendre
3a conjugació: la formen els verbs l'infinitiu dels quals acaba en -ir: sentir. Es divideixen en dos tipus: els incoatius (que afegeixen l'infix - eix en alguns temps:serveixo) i els purs (que no l'afegeixen mai: dormo)

### L'adverbi
Categoria invariable
Ofici: determinar el verb, l'adjectiu o un altre adverbi : canta lentament, molt alt, força bé.
Podem trobar adverbis de:
Lloc: aquí, allà,
Temps: demà, mai.
Quantitat: molt, poc, força
Manera: tranquil·lament, lentament
D'afirmació o negació: sí, mai.

### Les preposicions
Categoria invariable.
Ofici: les preposicions s'anteposen a una categoria sintàctica i assenyalen el tipus de relació subordinant que s'estableix entre aquesta categoria i una altra
N'hi ha de febles i de fortes Són febles: a, en, entre, de... Són fortes: entre, envers...

### Les conjuncions
Categoria invariable
Ofici: Serveixen com a nexes entre categories gramaticals iguals o entre oracions: La noia i el noi: En Pere toca el violí o la viola?
N'hi ha de coordinants i de subordinants. Les coordinants uneixen additivament elements sintàctics equivalents mentre que les subordinants introdueixen oracions que fan de complements verbals.

### Les interjeccions
Ofici: Expressen actituds del parlant (sorpresa, admiració, alegria, contrarietat…) No estableixen cap relació sintàctica amb la resta dels elements de l'oració, de fet constitueixen per si soles un enunciat, és a dir equivalen a tota una oració: ah!, oh!, ui!

## Sintaxi[3]

### Sintaxi estructural
L'estructuralisme afirma o no que un grup de paraules amb una única funció és un sintagma i estudia com es relacionen entre si els sintagmes per a formar una frase o bé com s'estructura internament el sintagma, donant així peu a les relacions sintagmàtiques i a les relacions paradigmàtiques, respectivament. Les paraules no s'afegeixen les unes a les altres linealment sense més, sinó que responen a una estructura o jerarquia oracional,[1] que indica quins llocs pot tenir en una frase (en funció del verb que en sigui el nucli i els complements que admeti). L'anàlisi sintàctica pretén posar en evidència aquesta jerarquia. Cada sintagma s'organitza al voltant d'una paraula, que és el seu nucli i, d'aquesta manera, la sintaxi es relaciona amb la morfologia.